# La Paz (estación del Metro de Ciudad de México)
La Paz es una de las estaciones que forman parte del Metro de Ciudad de México, es la terminal oriente de la Línea A. Se ubica al oriente del Estado de México, en el municipio de La Paz.

## Información general
Es llamada así por encontrarse en el municipio de La Paz. El ícono de la estación representa una paloma de la paz, símbolo seleccionado por Pablo Picasso en 1949 para representar el Movimiento de la Paz.

## Salidas de la estación
- Norte: Avenida Puebla y CETRAM La Paz, Col. Villas de la Paz.
- Sur: Avenida Puebla (Vías Férreas del Sur), Col. Villas de la Paz.

## Afluencia
El número total de usuarios para 2014 fue de 11,485,571 usuarios, el número de usuarios promedio para el mismo año fue el siguiente:
| Tipo de día   | Afluencia promedio |
| ------------- | ------------------ |
| Día festivo   | 85,178             |
| Día laboral   | 57,475             |
| Fin de semana | 12,743             |
| Anual         | 122,467            |

La siguiente tabla muestra la afluencia de la estación en los últimos 10 años:
| Afluencia Anual de Pasajeros | Afluencia Anual de Pasajeros | Afluencia Anual de Pasajeros | Afluencia Anual de Pasajeros | Afluencia Anual de Pasajeros | Afluencia Anual de Pasajeros |
| ---------------------------- | ---------------------------- | ---------------------------- | ---------------------------- | ---------------------------- | ---------------------------- |
| Año                          | Afluencia                    | A Diario                     | Ranking                      | Incremento                   | Ref.                         |
| 2023                         | 13,283,545                   | 36,393                       | 13°/195                      | +0.74% -43.38%               | [ 3 ]                        |
| 2022                         | 13,185,905                   | 36,125                       | 13°/175                      | +27.13%                      | [ 3 ]                        |
| 2021                         | 10,372,211                   | 28,417                       | 14°/195                      | -0.06%                       | [ 4 ]                        |
| 2020                         | 10,378,387                   | 28,356                       | 16°/195                      | -33.63%                      | [ 5 ]                        |
| 2019                         | 15,636,790                   | 42,840                       | 21°/195                      | +6.18%                       | [ 6 ]                        |
| 2018                         | 14,727,134                   | 40,348                       | 22°/195                      | +6.19%                       | [ 7 ]                        |
| 2017                         | 13,869,132                   | 37,997                       | 23°/195                      | +11.75%                      | [ 8 ]                        |
| 2016                         | 12,410,669                   | 33,908                       | 32°/195                      | +28.45%                      | [ 9 ]                        |
| 2015                         | 9,662,146                    | 26,471                       | 52°/195                      | -24.39%                      | [ 10 ]                       |
| 2014                         | 12,778,556                   | 35,009                       | 30°/195                      | +10.85%                      | [ 11 ]                       |

## Proyectos a futuro
Desde 2008 se ha considerado crear rutas de otros sistemas de transporte público de pasajeros, que no son administrados por el Sistema de Transporte Colectivo-Metro, para comunicar con la estación La Paz:
- Sistema BRT La Paz-Ixtapaluca.[12]

- Ferrocarril Suburbano del Valle de México La Paz-Chalco.[13]